# Banderas de la Unión de los Pueblos Libres
José Gervasio Artigas, el primer adalid del federalismo del Río de la Plata, Argentina y Uruguay actuales adaptó la bandera de Manuel Belgrano, de modo que en el protocongreso de la independencia argentina realizado en 1815 en Arroyo de La China (actualmente un barrio de la ciudad entrerriana de Concepción del Uruguay), la Liga Federal (o Unión de Los Pueblos Libres) declaró como bandera de los Pueblos Libres la creada por Belgrano, con el añadido de un festón rojo punzó en diagonal (color emblemático del federalismo argentino). Esa bandera es uno de los símbolos nacionales de Uruguay, la Bandera de Artigas, enarbolada en enero de 1815, muy similar a la actual bandera de la provincia de Entre Ríos, de marzo de 1815.

## Historia
El 1 de marzo de 1815 la provincia de Entre Ríos enarbola la Bandera de Artigas, que se había izado por primera vez en el Cuartel General de Arerunguá (Salto, Provincia Oriental) el 13 de enero de 1815.  
En el oficio del 4 de noviembre de 1815 al gobernador de la provincia de Corrientes, teniente coronel José de Silva, había dispuesto los colores a utilizarse en la bandera de los “Pueblos Libres”
...la bandera que se ha mandado levantar en los pueblos libres debe ser uniforme a la nuestra, si es que somos unos en los sentimientos. Buenos Aires hasta aquí ha engañado al mundo entero con sus falsas políticas y dobladas intenciones. Estas han formado siempre la mayor parte de nuestras diferencias internas, y no ha dejado de excitar nuestros temores la publicidad con que mantiene enarbolado el pabellón español si para simular este defecto ha hallado el medio de levantar en secreto la bandera azul y blanca; yo he ordenado en todos los pueblos libres de aquella opresión, que se levante una igual a la de mi Ctel. Gral., blanca en medio, azul en los dos extremos, y en medio de estos unos listones colorados signo de la distinción de nuestra grandeza, de nuestra decisión por la República, y de la sangre derramada para sostener nuestra libertad e independencia... 
Debido a diversos cambios en las banderas de cada provincia y a la comunicación por medio de cartas del diseño de esta bandera, hay varias versiones de ella, que terminaron siendo banderas provinciales. Anterior a la bandera de Artigas es la bandera de la provincia de Entre Ríos, luego modificada. Andresito Artigas usó para Misiones un color que sería celeste, pero que ya desteñido se lo confundía con verde claro.

## Galería de banderas

Primera versión de la bandera de Artigas en 1814, usada por la Liga Federal.
Bandera de la Liga Federal (1815-1820)
Bandera usada por Andresito Guacurarí, supuestamente usada como bandera de Misiones.
Bandera de Santa Fe hasta 1821
Bandera de Córdoba en 1815.
Bandera de Corrientes en 1815
Bandera de Córdoba hasta 1825.
Bandera de Corrientes, usada entre 1820 y 1822.